# Anantapur
Anantapur oder Anantapuramu (Telugu అనంతపురం Anantapuraṁ) ist eine Großstadt und Municipal Corporation mit etwa 350.000 Einwohnern im Südwesten des südindischen Bundesstaat Andhra Pradesh. Die Stadt ist Verwaltungssitz des gleichnamigen Distrikts. 

## Lage und Klima
Anantapur liegt auf den östlichen Hängen des Dekkan-Hochlands einer Höhe von ca. 335 m ungefähr auf halber Strecke zwischen den beiden Millionenstädten Hyderabad im Norden (ca. 350 km Fahrtstrecke) und Bangalore im Süden (ca. 215 km). Die nationale Fernstraße NH 44, welche die beiden Metropolen miteinander verbindet, führt durch Anantapur, ebenso die parallel verlaufende Eisenbahnlinie. Das Klima ist warm bis heiß; Regen (ca. 650 mm/Jahr) fällt überwiegend in der sommerlichen Monsunzeit.

## Bevölkerung
| Jahr      | 1991    | 2001    | 2011    | 2021  |
| Einwohner | 174.924 | 218.808 | 267.161 | k. A. |

Ungefähr 78 % der Einwohner sind Hindus, ca. 21 % sind Moslems und etwa 1 % sind Christen. Die Hauptsprachen sind Telugu, Kannada und Urdu, aber auch Hindi und Englisch werden oft verstanden.

## Geschichte
Erst seit den 1950er Jahren hat der ehemals eher unbedeutende Ort eine wirtschaftliche und demografische Entwicklung erfahren. Die Sri Krishnadevaraya University ist das bedeutendste Bildungsinstitut der Region.

## Sehenswürdigkeiten
Die relativ junge Stadt hat keine historischen Sehenswürdigkeiten. Lediglich der Ende des 20. Jahrhunderts im ca. 4 km nördlich gelegenen  Dorf Somaladoddi erbaute und als von vier Pferden gezogener Tempelwagen (ratha) gestaltete ISKCON-Tempel verdient einen Besuch.